# Andreas Kalcker
Andreas Ludwig Kalcker (* 1961 in Wuppertal) ist ein im St. Galler Rheintal ansässiger deutscher Autor im Bereich Medizin, der für die umstrittene Miracle Mineral Supplement (MMS) wirbt und diese verkauft. Deren Einnahme kann zu Bauchschmerz, Übelkeit, Erbrechen, Durchfall, Vergiftungen oder Nierenversagen führen. Kalcker stellte das Produkt als endgültiges Heilmittel für Krebs, AIDS, Autismus, Hepatitis, Diabetes, Arthritis und alle Arten von Krankheiten dar sowie als das perfekte Antioxidans. Bevor er in die Schweiz kam, lebte er mehrere Jahre in Spanien.
Zudem ist er einer der Gründer eines internationalen Impfgegner-Netzwerkes. Dieses verbreitet in den sozialen Medien, vor allem in Lateinamerika, Propaganda gegen Impfungen.
Am 24. Oktober 2012 wurde Kalcker auf Ibiza von Beamten der Guardia Civil zur Bekämpfung der Drogenkriminalität und der organisierten Kriminalität festgenommen, weil er gegen die spanischen Gesetze zum Schutz der öffentlichen Gesundheit verstoßen hatte.
Im Jahr 2018 rief die offizielle Ärztekammer von Alicante (COMA) zum Boykott einer Kalcker-Veranstaltung auf, bei der für die Miracle Mineral Solution geworben wurde. Sie warnte vor den Gefahren des Konsums der Substanz und prangerte an, dass MMS „nichts anderes als eine auf 28 % verdünnte und mit Zitronensäure vermischte industrielle Bleiche“ sei, deren Einnahme schädliche Auswirkungen haben könne, da es sich um eine Substanz handele, die in Spanien für den menschlichen Verzehr verboten sei und dass ihre angebliche Heilkraft nichts anderes als eine betrügerische Botschaft sei. Die Veranstaltung wurde von dem am Strand von San Juan gelegenen Hotel abgesagt. Nachdem Kalcker die Präsidentin der COMA, María Isabel Moya, angezeigt hatte, weil sie vor dem Ereignis gewarnt hatte, bestätigte das Provinzgericht von Alicante im Jahr 2021, dass ihre Äußerungen nicht strafbar sind, da „die Präsidentin in Ausübung ihrer Befugnisse und in Erfüllung ihrer Pflicht zum Schutz der Gesundheit der Bevölkerung gehandelt hat“.
Im Jahr 2019 leitete die spanische Generalstaatsanwaltschaft ein Ermittlungsverfahren ein, in dem Kalcker wegen eines Verbrechens gegen die öffentliche Gesundheit angeklagt wurde, die auf eine Beschwerde des Gesundheitsministeriums vom Oktober 2018 zurückgeht, in der vor der „Veröffentlichung und dem Verkauf“ von Natriumchlorit im Internet gewarnt wurde.
Im Jahr 2021 reichte ein argentinischer Anwalt eine Klage gegen Andreas Kalcker ein, nachdem ein fünfjähriger Junge in der Provinz Neuquén gestorben war, der Chlordioxid, eine von Kalcker als Heilmittel für COVID-19 angepriesene Verbindung, eingenommen hatte. Der Anwalt reichte bei der argentinischen Staatsanwaltschaft eine Anzeige wegen Verbrechen gegen die öffentliche Gesundheit ein und argumentierte, dass der Angeklagte die fragliche Substanz auf „völlig betrügerische und illegale Weise verkauft und damit unzählige argentinische Landsleute in Lebensgefahr bringt“.